# Réserve nationale de faune de la base des Forces canadiennes Suffield
La réserve nationale de faune de la base des Forces canadiennes Suffield (anglais : Canadian Forces Base Suffield National Wildlife Area) est une aire protégée du Canada et l'un des 4 réserves nationales de faune situées en Alberta.

## Géographie
La réserve nationale de faune de 458,07 km2 est située dans le sud-est de l'Alberta sur les terres de la base des Forces canadiennes Suffield, à 20 km au nord de Medicine Hat. Elle est divisée en deux blocs situés à l'est de la base militaire, le long de la rivière Saskatchewan Sud. Administrativement, elle est située dans le comté de Cypress.
BFC Suffield partage ses limites avec l'aire naturelle de Prairie Coulee, qui est située à l'est de celle-ci, sur l'autre rive de la Saskatchewan Sud.

## Histoire
On retrouve plus de 1 500 sites archéologiques de la présence amérindienne sur le territoire de la base de Suffield, qui fréquentait le site depuis 6 000 ans. L'activité de celle-ci était concentrée sur la chasse au bison dont on estime la population entre 9 000 et 50 000 sur le terrain de la base La colonisation européenne commença au tournant du XXe siècle. À son apogée en 1919, Suffield était habité par 2 283 fermiers, cependant ce nombre fut réduit à 645 en 1924 à cause de l'instabilité des sols.
La réserve nationale de faune n'est pas la première aire protégée créée à cet endroit. En 1915, le gouvernement du Canada utilisa 140 km2 de pâturage communautaire pour créer la réserve Canyon Antelope. Cette réserve avait pour but de protéger la population d'Antilope d'Amérique qui avait subi un fort déclin en particulier à la suite de l'hiver 1906-1907. Celle-ci fut reconvertie en parc national en 1922 sous le nom de parc national Wawaskesy. Le gouvernement continuait à permettre le pâturage dans le parc, mais réduisit le nombre de bêtes de bétail de 1 500 à 300. En 1938, la population d'antilopes étant rétablie, le parc national Wawaskesy fut aboli à la suite d'un transfert de terre avec la province de l'Alberta pour agrandir le parc national Elk Island, près d'Edmonton.
En 1941, le ministère de la Défense nationale expropria pour le bien des armées britannique et canadienne 2 690 km2 les 125 fermiers établis ainsi que des terres du Canadien Pacifique et de la compagnie de la Baie d'Hudson pour établir une station de recherche militaire. Les Britanniques quittèrent la base à la fin de la Seconde Guerre mondiale en 1946, mais sont revenus en 1971 à la suite d'un contrat (toujours en vigueur) avec le gouvernement du Canada. En 1971 la vocation du bloc Suffield fut changé pour celui de base d'entraînement militaire, ce qui en fait l'une des plus grandes du monde occidental. L'armée décida aussi de limiter ses activités dans le territoire de la future aire protégée, les considérant écologiquement sensible. En 1992, le ministère de la Défense nationale et le ministère de l'Environnement signèrent un protocole d'entente visant la création d'une réserve nationale de faune. Celle-ci fut finalement créée le 19 juin 2003.

## Faune

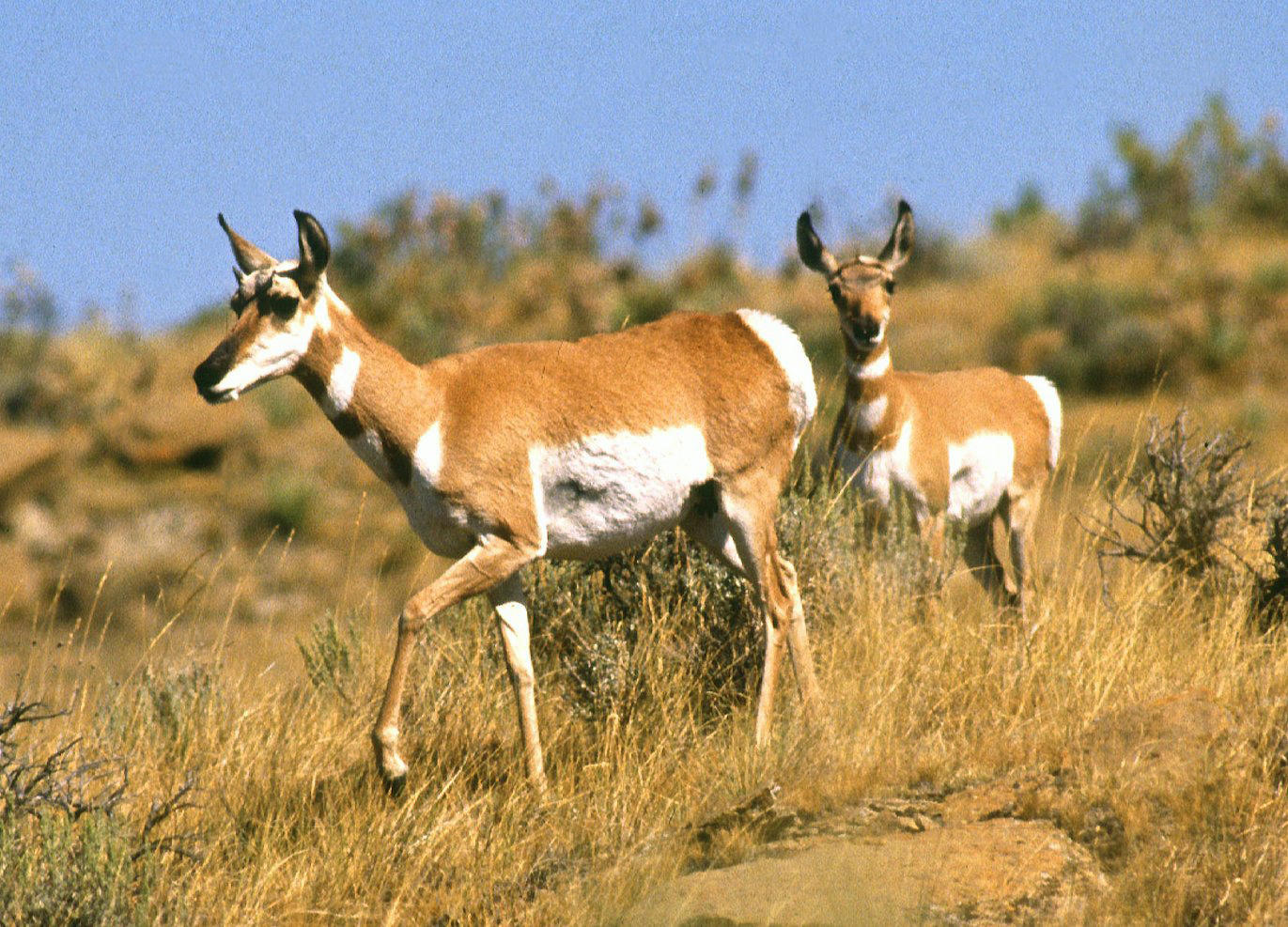
Antilope d'Amérique

On retrouve dans la réserve 26 espèces de mammifères. Parmi ceux-ci on retrouve 3 espèces d'ongulés, soit l'Antilope d'Amérique (Antilocapra americana), le Cerf mulet (Odocoileus hemionus) et le Cerf de Virginie (Odocoileus virginianus). La BFC Suffield comprend à elle seule jusqu'à 17 % de la population d'antilope de l'Alberta. On retrouve dans la réserve 10 espèces de carnivores, la plus grande de celle-ci étant le Coyote (Canis latrans). Outre celui-ci on retrouve aussi le Renard roux (Vulpes vulpes), le Renard véloce (Vulpes velox), le Blaireau d'Amérique (Taxidea taxus), la Mouffette rayée (Mephitis mephitis), le Raton laveur (Procyon lotor), le Lynx roux (Lynx rufus), la Belette à longue queue (Mustela frenata), la Belette pygmée (Mustela nivalis) et le Vison d'Amérique (Neovison vison). Parmi les petits mammifères, on retrouve la Musaraigne des steppes (Sorex haydeni), le Spermophile rayé (Spermophilus tridecemlineatus), le spermophile de Richardson (Spermophilus richardsonii), la Souris à abajoues des plaines (Perognathus fasciatus), le Rat kangourou d'Ord (Dipodomys ordii), la Souris des moissons (Reithrodontomys megalotis), la Souris sylvestre (Peromyscus maniculatus), la Souris à sauterelles (Onychomys leucogaster), le Campagnol des champs (Microtus pennsylvanicus), le Campagnol des armoises (Lagurus curtatus), la souris commune (Mus musculus), le Lapin de Nuttall (Sylvilagus nuttallii), le Lièvre de Townsend (Lepus townsendii), le Castor du Canada (Castor canadensis), le Rat musqué (Ondatra zibethicus), le porc-épic d'Amérique (Erethizon dorsatum) et le Gaufre gris (Thomomys talpoides).
Il y a 194 espèces d'oiseaux qui ont été recensés dans la réserve, nombre qui est comparable au 198 espèces recensées à Matador, en Saskatchewan entre 1967 et 1971. De ces espèces, 111 nichent dans la réserve.
On retrouve cinq espèces de reptiles dans la BFC Suffield, soit le Crotale de l'Ouest (Crotalus oreganus), la Couleuvre à nez mince (Pituophis melanoleucus), la Couleuvre de l'Ouest (Thamnophis elegans), la Couleuvre des Plaines (Thamnophis radix) et la Couleuvre à nez retroussé (Heterodon nasicus). On y retrouve aussi 5 espèces d'amphibiens, soit la Rainette faux-grillon boréale (Pseudacris maculata), le Crapaud des steppes (Bufo cognatus), le Crapaud des Plaines (Spea bombifrons), la Grenouille léopard (Rana pipiens) et la Salamandre tigrée (Ambystoma tigrinum).